# Diyarbakırspor
Diyarbakırspor ist ein 1968 gegründeter Fußballverein aus der südosttürkischen Stadt Diyarbakır. Die Spiele werden im 33.000 Zuschauer fassenden Diyarbakır Stadyumu ausgetragen. Der Verein spielte in den 1970er, 1980er und 2000er Jahren insgesamt elf Spielzeiten in der Süper Lig. In der Ewigen Tabelle der Süper Lig liegt der Verein auf dem 35. Platz. Die größten Erfolge der Vereinsgeschichte sind der 5. Tabellenplatz während der Süper-Lig-Saison 1978/79 und das Erreichen des Halbfinales im Türkischen Fußballpokal in der Pokalsaison 1981/82.

## Geschichte
Diyarbakırspor wurde im Jahre 1968 als Zusammenschluss der zwei Mannschaften Diclespor und Yıldızspor in Diyarbakır gegründet.

### Freier Fall (2009–2013)
Nachdem Diyarbakırspor zum Sommer 2009 durch die Vizemeisterschaft der TFF 1. Lig nach dreijähriger Abstinenz wieder in die Süper Lig aufgestiegen war, geriet der Verein durch permanente Fanausschreitungen in die Schlagzeilen. Der Verein erwischte zur Saison 2009/10 zwar einen guten Start, rutschte aber schnell in die Abstiegsränge. Trotz mehrerer Trainerwechsel stieg der Verein als Tabellen-16. wieder in die 1. Lig ab. Hier geriet der Verein mit fortschreitender Zeit immer mehr in finanzielle Engpässe und konnte viele Spielergehälter nicht zahlen. So verließ ein Großteil des Kaders, durch eine Vertragsklausel freigekommen, den Verein. Diyarbakırspor versuchte den Weggang vieler Profis durch Spieler aus der Reserve- und Jugendmannschaft auszugleichen. Dennoch geriet der Verein schnell in die Abstiegszone und stand bereits mehrere Wochen vor Saisonende als erster Absteiger fest. So startete der Verein 2011/12 in der dritthöchsten türkischen Spielklasse, der TFF 2. Lig. Hier etablierte sich Diyarbakırspor mit seinem bescheidenen Kader über weite Strecken im mittleren Tabellenbereich. Erst durch enttäuschende Niederlagen in den letzten Spieltagen der Saison rutschte der Verein auf den 14. und letzten Nichtabstiegsplatz in der Tabelle. Durch eine Auswärtsniederlage gegen Bugsaş Spor und einem Sieg des direkten Konkurrenten Tokatspor gegen Ofspor rutschte der Verein am letzten Spieltag in den obersten Abstiegsplatz und stieg in die TFF 3. Lig ab.
Etwa zwei Wochen vor dem Beginn der 3. Lig-Spielzeit wurde bekannt gegeben, dass der Verein in sehr großen finanziellen Schwierigkeiten stecke. Mit 20.000.000 TL an Schulden stehe der Verein vor dem Bankrott und werde möglicherweise sich nicht am Spielgeschehen der anstehenden Saison beteiligen. Der Bankrott konnte zum Saisonstart abgewendet werden. Somit nahm Diyarbakırspor mit einem sehr bescheidenen Kader an der TFF 3. Lig 2012/13-Saison teil und wurde wie erwartet sofort Tabellenschlusslicht. Der Verein hatte über die gesamte Saison große Mühe, die Anfahrtkosten für die Auswärtsspiele zu decken. So konnte man die Anreise für ein Auswärtsspiel gegen Maltepespor nicht antreten. Nachdem auch die Anreise und damit auch das Auswärtsspiel vom 27. Spieltag gegen Kocaelispor nicht angetreten werden konnte, musste man in die Bölgesel Amatör Lig (dt. regionale Amateurliga) zwangsabsteigen. Es trat ein Reglement in Kraft, wonach Teams, die innerhalb einer Saison grundlos zwei Spiele nicht antraten, automatisch zwangsabsteigen mussten.

### Geplante Vereinsauflösung und Fusion mit Yeni Diyarbakırspor
Ende September 2013 gab der Vorstand Diyarbakırspors bekannt, dass der Verein sich nach 45-jährigem Bestehen im Laufe der Saison 2013/14 auflösen werde. Alle Spieler und Angestellte wurden nach gegenseitigem Einvernehmen freigestellt und die Sportanlagen der Stadtverwaltung übergeben. Die meisten Spieler und Vereinsfunktionäre heuerten beim Stadtnachbarn Yeni Diyarbakırspor an. Da der türkische Fußballverband eine Fusion des hochverschuldeten Diyarbakırspors mit Yeni Diyarbakırspor verweigerte, beabsichtigen die Verantwortlichen so eine Vereinsfusion.

## Vereinswappen
Das Vereinsemblem kombiniert die Zitadelle der Stadt mit der lokalen St.-Marien-Kirche und endet in einer halben Wassermelone. Die Provinz Diyarbakir ist für diese Früchte berühmt und das Wassermelonenfest stellt die größte Festivität im Kalender der Stadt dar.

## Erfolge
- Tabellenfünfter der Süper Lig (1): 1978/79
- Meisterschaft der 1. Lig (3): 1976/77, 1980/81, 1985/86
- Vizemeisterschaft der 1. Lig (2): 2000/01, 2008/09
- Aufstieg in die Süper Lig (5): 1976/77,1980/81, 1985/86, 2000/01, 2008/09
- Halbfinalist im Türkischen Fußballpokal (1): 1981/82

## Ligazugehörigkeit
- Süper Lig: 1977–1980, 1981–1982, 1986–1987, 2001–2006, 2009–2010
- 1. Liga: 1976–1977, 1980–1981, 1982–1986, 1987–2001, 2006–2009, 2010–2011
- 2. Liga: 1968–1976, 2011–2012
- 3. Liga: 2012–2013
- Bölgesel Amatör Ligi: 2013–2014, 2020–2022, seit 2023
- Amateurliga: 2015–2020, 2022–2023

## Rekordspieler
| Rang                 | Name               | Einsätze | Zeitraum  |
| -------------------- | ------------------ | -------- | --------- |
| 01.                  | Recai Çiçek        | 147      | 1977–1987 |
| 02.                  | Ergün Baydar       | 103      | 1977–1982 |
| 03.                  | Ayhan Doğu         | 91       | 1978–1982 |
| 04.                  | Celaleddin Koçak   | 90       | 2001–2010 |
| 04.                  | Hüseyin Tekelioğlu | 90       | 1977–1982 |
| 05.                  | Sinan Demircioğlu  | 88       | 2003–2006 |
| 05.                  | Redi Jupi          | 88       | 2003–2006 |
| 06.                  | Cumhur Bozacı      | 87       | 2003–2006 |
| 07.                  | Turan Kaplan       | 85       | 1977–1982 |
| 07.                  | Burhan Saatcioğlu  | 85       | 2002–2005 |
| 08.                  | Serdar Samatyalı   | 83       | 2002–2006 |
| 09.                  | Şenol Karagöl      | 80       | 2001–2004 |
| 10.                  | Goran Stavrevski   | 78       | 2003–2006 |
| Stand: 10. März 2016 |                    |          |           |

| Rang                 | Name             | Tor | Einsätze | Tor/Spiel |
| -------------------- | ---------------- | --- | -------- | --------- |
| 01.                  | Vehbi Günay      | 24  | 67       | 0,36      |
| 02.                  | Murat Hacıoğlu   | 22  | 62       | 0,35      |
| 02.                  | Reşit Kaynak     | 22  | 91       | 0,24      |
| 03.                  | Deniz Kolgu      | 17  | 65       | 0,26      |
| 04.                  | Sinan Kaloğlu    | 11  | 32       | 0,34      |
| 04.                  | Saffet Akyüz     | 11  | 41       | 0,27      |
| 05.                  | İlyas Kahraman   | 9   | 31       | 0,29      |
| 05.                  | Andre N’Gole     | 9   | 33       | 0,27      |
| 06.                  | Celaleddin Koçak | 8   | 90       | 0,19      |
| 07.                  | Kaies Ghodhbane  | 7   | 25       | 0,28      |
| 07.                  | Çetin İnsel      | 7   | 32       | 0,22      |
| 08.                  | Fazlı Ulusal     | 6   | 29       | 0,21      |
| 08.                  | Cem Yanık        | 6   | 42       | 0,14      |
| 08.                  | Serdar Samatyalı | 6   | 83       | 0,07      |
| 08.                  | vier weitere     | 6   | -        | -         |
| Stand: 10. März 2016 |                  |     |          |           |

## Bekannte ehemalige Spieler
| - Ümit Davala - Altin Rraklli - Hakan Bayraktar - Kaies Ghodhbane - Goce Sedloski - Thierry Fidjeu-Tazemeta - Celaleddin Koçak - Sinan Kaloğlu - Eren Şen - Baki Mercimek - Joseph-Désiré Job - Bassim Abbas - Önder Çengel - Metin Aktaş | - Mehmet Türkmehmet - Okan Yılmaz - Tolunay Kafkas - Murat Hacıoğlu - Anıl Taşdemir - Hüseyin Kartal - Faruk Yiğit - Goran Maznov - Oktay Derelioğlu - Gustave Bebbe - Erdoğan Arıca - Erhan Şentürk - Elyasa Süme - Murat Şahin | - Yasin Sülün - Oğuz Dağlaroğlu - Ömer Erdoğan - Burhan Eşer - Atilla Birlik - Barış Ataş - Kemalettin Şentürk - Şenol Demirci - Fevzi Tuncay - Mustafa Özkan - Tolga Doğantez - Hasan Çelik - Rahim Zafer - Alp Küçükvardar |